# Ajedrez Omega
| w4 wd | <W4 A | B     | C     | D     | E     | F     | G     | H     | I     | W3> J | w3 wd |
| 9     | a9 zd | b9 rd | c9 nd | d9 bd | e9 qd | f9 kd | g9 bd | h9 nd | i9 rd | j9 zd | 9     |
| 8     | a8 pd | b8 pd | c8 pd | d8 pd | e8 pd | f8 pd | g8 pd | h8 pd | i8 pd | j8 pd | 8     |
| 7     | a7    | b7    | c7    | d7    | e7    | f7    | g7    | h7    | i7    | j7    | 7     |
| 6     | a6    | b6    | c6    | d6    | e6    | f6    | g6    | h6    | i6    | j6    | 6     |
| 5     | a5    | b5    | c5    | d5    | e5    | f5    | g5    | h5    | i5    | j5    | 5     |
| 4     | a4    | b4    | c4    | d4    | e4    | f4    | g4    | h4    | i4    | j4    | 4     |
| 3     | a3    | b3    | c3    | d3    | e3    | f3    | g3    | h3    | i3    | j3    | 3     |
| 2     | a2    | b2    | c2    | d2    | e2    | f2    | g2    | h2    | i2    | j2    | 2     |
| 1     | a1 pl | b1 pl | c1 pl | d1 pl | e1 pl | f1 pl | g1 pl | h1 pl | i1 pl | j1 pl | 1     |
| 0     | a0 zl | b0 rl | c0 nl | d0 bl | e0 ql | f0 kl | g0 bl | h0 nl | i0 rl | j0 zl | 0     |
| w1 wl | A <W1 | B     | C     | D     | E     | F     | G     | H     | I     | J W2> | w2 wl |

Ajedrez Omega es una variante de ajedrez comercial diseñada por Daniel MacDonald en Toronto. Se juega en un tablero de 10 x 10 casillas con una casilla adicional en cada una de las esquinas de los extremos, en donde se ubican los magos al inicio del juego.
El juego se organiza como el ajedrez convencional, añadiendo un "campeón" en cada esquina, y un "mago" diagonalmente detrás de cada campeón, como puede apreciarse en el diagrama de la derecha.
Una de las razones para añadir nuevas piezas fue igualar el número de piezas que saltan y las que "se deslizan".
El mago se creó específicamente para que fuese una pieza que solo pudiese moverse sobre casillas de un solo color, tal como el alfil.
Debido a la simetría y las cuatro esquinas adicionales, el Ajedrez Omega ofrece nuevas posibilidades tácticas, incluyendo la posibilidad de dar jaque mate con dos caballos.
El ajedrez Omega ha tenido buena acogida entre grandes maestros como Michael Rohde y Alex Sherzer.

## Diferencias con el ajedrez estándar

### Las piezas nuevas
| w4 | <W4 A | B     | C     | D     | E     | F     | G     | H     | I  | W3> J | w3 |
| 9  | a9 xx | b9    | c9 xx | d9    | e9 xx | f9    | g9    | h9    | i9 | j9    | 9  |
| 8  | a8    | b8    | c8 xx | d8 nl | e8    | f8 xo | g8    | h8 xo | i8 | j8 xo | 8  |
| 7  | a7 xx | b7 xx | c7 zd | d7 xx | e7 xx | f7    | g7 wd | h7    | i7 | j7    | 7  |
| 6  | a6    | b6    | c6 xx | d6 xo | e6    | f6 xo | g6    | h6 xo | i6 | j6 xo | 6  |
| 5  | a5 xx | b5    | c5 xx | d5    | e5 xx | f5    | g5    | h5    | i5 | j5    | 5  |
| 4  | a4    | b4    | c4 pd | d4 pl | e4    | f4 xo | g4    | h4 xo | i4 | j4    | 4  |
| 3  | a3    | b3 pl | c3 pd | d3 oo | e3    | f3    | g3    | h3    | i3 | j3    | 3  |
| 2  | a2 pl | b2 oo | c2    | d2 oo | e2    | f2    | g2    | h2    | i2 | j2    | 2  |
| 1  | a1 oo | b1 oo | c1    | d1 oo | e1    | f1    | g1    | h1    | i1 | j1    | 1  |
| 0  | a0    | b0    | c0    | d0 kl | e0 rl | f0    | g0 rl | h0 kl | i0 | j0    | 0  |
| w1 | A <W1 | B     | C     | D     | E     | F     | G     | H     | I  | J W2> | w2 |

 Campeón: Esta pieza salta 2 casillas en cualquier dirección, o se desliza una ortogonalmente. Un campeón blanco del flanco del rey puede iniciar haciendo el movimiento Ch2 o Cj2. En el diagrama se muestra un campeón negro, cuyos movimientos posibles son indicados con cruces negras. En este caso, este campeón no puede capturar al caballo blanco. 
 Mago: Salta (1,3) o (3,1) casillas en cualquier dirección, o se desliza 1 diagonalmente. Un mago blanco del flanco del rey puede iniciar haciendo el movimiento Wj2. En el diagrama se muestra un mago negro, cuyos movimientos posibles son indicados con puntos negros. En este caso, este mago sí puede capturar al caballo blanco.

### Peones
El peón puede deslizarse una, dos o tres casillas hacia adelante en su primer movimiento. Esto se muestra en las columnas (a), (b) y (d) respectivamente.
La captura, promoción y movimiento (después del primero) son idénticos al peón en el ajedrez estándar.
También es aplicable la captura al paso. El peón en la columna d puede ser capturado al paso por el peón negro. El peón de b puede ser capturado normalmente por el peón de c4, y al paso por el peón de c3.

### Enroque
Se aplican las reglas normales de enroque. Se hace exactamente como en el ajedrez estándar, moviendo el rey dos casillas:
Hasta h0 para el blanco o h9 el negro para hacer enroque corto, y para d0 o d9 para enroque largo (véase diagrama).

## Juegos de muestra
| w4 | <W4 A | B     | C     | D     | E     | F     | G     | H     | I     | W3> J | w3 |
| 9  | a9    | b9 rd | c9    | d9    | e9    | f9    | g9    | h9    | i9    | j9    | 9  |
| 8  | a8 pd | b8    | c8    | d8    | e8 rl | f8    | g8 pd | h8 rd | i8 kd | j8    | 8  |
| 7  | a7    | b7 bd | c7 pd | d7    | e7    | f7 pd | g7 qd | h7    | i7 zd | j7 pd | 7  |
| 6  | a6    | b6    | c6    | d6    | e6    | f6    | g6 pd | h6    | i6 pd | j6    | 6  |
| 5  | a5    | b5 pd | c5 pl | d5    | e5    | f5 pd | g5    | h5    | i5 pl | j5    | 5  |
| 4  | a4    | b4    | c4    | d4 pl | e4    | f4 pl | g4    | h4    | i4    | j4 pl | 4  |
| 3  | a3    | b3    | c3 pl | d3    | e3 rl | f3    | g3    | h3    | i3 ql | j3    | 3  |
| 2  | a2    | b2    | c2    | d2    | e2    | f2    | g2    | h2 zl | i2    | j2    | 2  |
| 1  | a1 pl | b1 bl | c1    | d1    | e1    | f1    | g1 pl | h1 pl | i1    | j1    | 1  |
| 0  | a0    | b0    | c0    | d0    | e0    | f0    | g0 kl | h0    | i0    | j0    | 0  |
| w1 | A <W1 | B     | C     | D     | E     | F     | G     | H     | I     | J W2> | w2 |

Como se ve en los diagramas, las filas están enumeradas de 0 a 9, y las esquinas fuera del campo de 10x10 se denotan como w1, w2, w3 y w4. 
Cabe resaltar que estas casillas son parte del tablero, y que todas las piezas (excepto torres y peones) pueden llegar allí.

### GM Alex Sherzer vs. GMJudit Polgár
1.f4 d5 2.Nd2 Ng7 3.Wa2 Cc7 4.Ng2 f7 5.Wj2 Wa7 6.e4 de4 7.Ne4 Bb4+ 8.Be1 Nd7 9.c3 Be7 10.Wi5 O-O 11.d4 Cc6 12.Bd3 b5 13.b4 Wd6 14.Cc2 Wj7 15.Ch2 Wi4 16.Nh4 Wh5 17.Wd1 We3 18.Kg0 c7 19.i4 Wg4 20.Be2 Wd5 21.Rc0 Bb7 22.Nc5
Aquí, el negro está ubicando una gran cantidad de artillería en contra del monarca blanco. Tal vez el blanco debió seguir el ejemplo llevando este caballo a g5 en lugar de c5.
22...Nc5 23.bc5 Qd8 24.Qh3 Wh4 25.Bh4
Ya sea en esta jugada o en la siguiente, recapturar con el campeón parece más promisorio.
25... Bh4 26.Wh4 Ch7 27.Wg2 Ce4 28.Ce4 We4 29.Qj3 j7 30.i5 i6 31.Wg7 hg7 32.Ri3 Ki8 33.Qj4 Rh9 34.Rj3 Ci7 35.Re0 Qf6 36.Bc0 e6 37.Bb1 Wf5 38.Wf5 ef5 39.Re8 Rh8 40.Rje3 g6 41.Qi3 Qg7 42.j4 b4! (véase diagrama)
El negro toma la iniciativa.
43.R8e5 bc3 44.Rc3 Bh1 45.Kh1 Rb1 46.Ra3 Ch7 47.Ra8 Ch5 48.Ra9 Qh7 49.Ree9?? Cj3! 50.Qj3 Qh2+ 0-1

### Mate al pastor y mate del loco
1.f4 f5, 2.Bc4 Bc5, 3.Qj5 Ng7?? (Defendiendo el peón de f5) 4.Qxg8#
1.Wa2 Ng7, 2.Wb5 Ni5?? 3 We6#

## Finales
| w4 | <W4 A | B  | C  | D     | E  | F     | G  | H  | I  | W3> J | w3 |
| 9  | a9    | b9 | c9 | d9    | e9 | f9    | g9 | h9 | i9 | j9    | 9  |
| 8  | a8    | b8 | c8 | d8    | e8 | f8 kd | g8 | h8 | i8 | j8    | 8  |
| 7  | a7    | b7 | c7 | d7    | e7 | f7    | g7 | h7 | i7 | j7    | 7  |
| 6  | a6    | b6 | c6 | d6    | e6 | f6 kl | g6 | h6 | i6 | j6    | 6  |
| 5  | a5    | b5 | c5 | d5    | e5 | f5    | g5 | h5 | i5 | j5    | 5  |
| 4  | a4    | b4 | c4 | d4    | e4 | f4    | g4 | h4 | i4 | j4    | 4  |
| 3  | a3    | b3 | c3 | d3    | e3 | f3    | g3 | h3 | i3 | j3    | 3  |
| 2  | a2    | b2 | c2 | d2    | e2 | f2    | g2 | h2 | i2 | j2    | 2  |
| 1  | a1    | b1 | c1 | d1 rl | e1 | f1    | g1 | h1 | i1 | j1    | 1  |
| 0  | a0    | b0 | c0 | d0    | e0 | f0    | g0 | h0 | i0 | j0    | 0  |
| w1 | A <W1 | B  | C  | D     | E  | F     | G  | H  | I  | J W2> | w2 |

Las cuatro esquinas del Ajedrez Omega ofrecen muchas posibilidades y peculiaridades en los finales. Por ejemplo, si se tienen dos torres, un alfil y un mago contra un rey, no se puede forzar la victoria si el Alfil y el Mago son del mismo color.
Esto se debe a que el rey enemigo se ubica en la esquina del otro color. Esto lleva a la pregunta de qué conjunto de piezas puede dar mate.
A diferencia del ajedrez estándar, una reina sola (sin ayuda del rey) puede forzar mate. Además, dos torres pueden dar mate fácilmente siempre que el rey enemigo no se encuentre en la casilla inicial de un campeón o mago.
En la posición de la derecha, el blanco está obligado a dar jaque al rey enemigo para llevarlo al borde del tablero, ya que el negro no irá allí voluntariamente. 
1.Rd8+ Ke9 2.Ke7 Kf9 3.Kf7 (El rey blanco debe perseguir al rey enemigo porque cuando el rey negro llegue a i9, el rey blanco debe estar en h7, controlando i8 para que la torre pueda dar jaque en i9, forzando al rey a irse a j8, seguido de Re8 - Kj7, Rj8#) 3...Kg9( No 3...Ke8 por 4.Rd6 Kf8 5.Rd8#) 
4.Kg7 Kf9 es seguro para el rey negro por tener posibilidad de echarse para atrás. Si la torre estuviera en e8, entonces sólo volvería sobre la fila y daría mate en la siguiente jugada.
O si estuviera en otra fila, podría moverse a e pero allí la torre estaría propensa a ser capturada.
Dos alfiles pueden dar mate fácilmente, así como dos caballos, aunque en el segundo caso llevar al rey enemigo a una esquina requiere de bastante paciencia.
Dos campeones dan mate fácilmente al igual que un campeón y un caballo. Un alfil y un mago de color diferente pueden también forzar el mate, llevando al rey a la casilla de mismo color que el alfil.
Sin embargo, dos magos no pueden forzar mate. Una torre junto con un caballo o un campeón pueden forzar mate, y suponiendo que el rey enemigo no está en la casilla del mago de color equivocado, (o su casilla de campeón correspondiente), tanto torre y alfil como torre y mago pueden ganar fácilmente. 
En las combinaciones de material restantes, alfil y campeón, campeón y mago, alfil y caballo, y caballo y mago, el requisito para ganar es alejar al rey enemigo de la esquina en donde sólo el caballo o el campeón puedan llegar.
Cumpliendo este requerimiento, el mate para alfil y campeón, y mago y campeón puede darse fácilmente, mientras que la técnica para alfil y caballo es un poco más complicada.
Por otra parte, para caballo y mago es posible encontrar posiciones que lleven a mate, pero parece no existir forma de forzar para obtenerlas.

## Ajedrez Omega Avanzado
En el año 2008, los autores del Ajedrez Omega desarrollaron una extensión del juego llamada Ajedrez Omega Avanzado, el cual introduce algunas reglas y piezas extra al Ajedrez Omega estándar:

### Resguardar
Un movimiento especial fue introducido llamado Resguardar. Este movimiento es similar al enroque, pero es ejecutado por la reina y la torre. Para que Resguardar sea legal, tanto la reina como la torre no debieron haber realizado ningún movimiento previamente, y no puede haber piezas entre ellos. A diferencia del enroque, la reina puede Resguardar aunque las casillas por las que pase sean amenazadas por piezas enemigas. La notación de Resguardar es «S-S» para el lado de la reina, o «S-S-S» para el lado del rey.

### El guasón
Una nueva pieza es introducida, llamada el guasón (the fool en inglés). Cada jugador empieza exactamente con uno.
- Esta pieza no tiene una posición inicial en el tablero. En vez de eso, esta pieza puede ser «introducida» al juego de una de las siguientes formas:
  1. Cuando un jugador mueva una de sus piezas por primera vez, en su turno siguiente ese jugador puede poner a su guasón en la casilla vacía donde la pieza que movió previamente inició su movimiento.
  2. Si una de las piezas de un jugador realiza una captura, ese jugador puede poner a su guasón en la casilla vacía donde la pieza que capturó inició su movimiento.

Un guasón debe ser puesto en el tablero antes de los primeros 20 movimientos de la partida actual.
Si en un turno un jugador decide poner a su guasón en el tablero, eso cuenta como su movimiento para ese turno, y su turno termina. En su próximo turno y turnos posteriores, ese jugador podrá mover una pieza normalmente. 
Cuando se hace enroque o se resguarda, el guasón puede ponerse en cualquiera de las dos casillas disponibles.
La notación del guasón es «F». «*F» después de que un movimiento indique su «aparición», excepto al hacer enroque o resguardar, donde «F» reemplaza el símbolo relevante final (mirando desde el lado de las blancas).
- Esta pieza amenaza, se mueve y captura como la pieza que el oponente usó en su turno más reciente, dadas ciertas restricciones:
  - Si las blancas mueven a una reina, entonces el guasón de las negras emulará una reina.
  - Si emula a un peón, entonces solo puede moverse una casilla hacia adelante y capturar en diagonal. No puede promocionar.
  - Si copia a un rey, ese guasón no puede ponerse en jaque, pero puede capturarse como cualquier otra pieza. El guasón tampoco puede enrocar.
  - Si copia a una reina, no puede resguardar.
  - Si emula a otro guasón, copia al guasón del oponente.
  - Un peón puede ser promovido a un guasón.
  - Un guasón copia inmediatamente la promoción de un peón, a menos que sea un guasón. En ese caso actúa como un peón.
  - El guasón puede saltar entre las casillas W1, W2, W3 y W4.

- Cabe aclarar que el guasón emula las piezas que mueve el oponente en cada turno. Es decir que si tu oponente mueve un caballo, en tu turno tu guasón se moverá como un caballo. Y si el turno siguiente el oponente mueve un mago, entonces tu guasón se moverá como un mago en tu turno. Y así para cada turno.

- «Amenaza de jaque»: Como se explicó antes, después de que un jugador realice su movimiento, el guasón del oponente emula la misma pieza que ese jugador recién movió.

- Si entonces el guasón da un jaque inmediato, el movimiento hubiese sido ilegal, lo que previene que la pieza se mueva («neutralizándola»), a menos que se mueva para bloquear el jaque, o tomar el guasón.

- «Amenaza recíproca»: Cualquier pieza que se mueva a una posición que ataque al guasón del oponente es, por lo tanto, inmediatamente amenazada por el guasón, y así, podría ser capturada.

- Un ataque a la descubierta sobre el guasón podría prevenir esto («captura indirecta»), al mover un tipo diferente de pieza fuera del camino.

| w4 | <W4 A | B     | C     | D     | E     | F     | G     | H     | I     | W3> J | w3 |
| 9  | a9    | b9    | c9    | d9    | e9    | f9    | g9    | h9    | i9    | j9    | 9  |
| 8  | a8    | b8    | c8    | d8    | e8 oo | f8    | g8 kd | h8    | i8 oo | j8    | 8  |
| 7  | a7    | b7    | c7 tl | d7 oo | e7    | f7 xx | g7    | h7 xx | i7    | j7 oo | 7  |
| 6  | a6    | b6 xo | c6 qd | d6 xo | e6 xx | f6    | g6    | h6    | i6 xx | j6    | 6  |
| 5  | a5    | b5    | c5 xo | d5    | e5    | f5    | g5 nl | h5    | i5    | j5    | 5  |
| 4  | a4    | b4    | c4    | d4    | e4 xx | f4    | g4    | h4    | i4    | j4    | 4  |
| 3  | a3    | b3    | c3    | d3 oo | e3    | f3 xx | g3    | h3 xx | i3    | j3 oo | 3  |
| 2  | a2    | b2    | c2    | d2    | e2 oo | f2    | g2    | h2    | i2 oo | j2    | 2  |
| 1  | a1    | b1    | c1 td | d1 rl | e1    | f1    | g1    | h1    | i1    | j1    | 1  |
| 0  | a0    | b0    | c0    | d0    | e0    | f0    | g0    | h0    | i0    | j0 kl | 0  |
| w1 | A <W1 | B     | C     | D     | E     | F     | G     | H     | I     | J W2> | w2 |

Los puntos negros muestran casillas a las que el guasón negro puede moverse para liberar a su propia reina de la inmovilización.
Las cruces negras muestran los movimientos del caballo, y los puntos blancos muestran los movimientos extra del caballo templario si las casillas destino están desocupadas.

### Reglas opcionales del Ajedrez Omega Avanzado

#### Inmovilizar
El guasón puede inmovilizar a la pieza de un oponente que se encuentre sobre una casilla ortogonalmente adyacente, previniendo que la pieza oponente pueda moverse. Una pieza inmovilizada puede moverse de nuevo si el guasón se aleja de allí, o si es capturado. Además, una pieza inmovilizada puede moverse si también está ortogonalmente adyacente a un guasón de su color.

#### El caballo templario
Una nueva pieza puede reemplazar al caballo ordinario al comienzo de la partida, llamada el caballo templario (templar knight en inglés). El caballo templario puede elegir entre realizar un salto de 2,3 con el cual no puede capturar, o realizar el usual salto de 1,2 con el cual sí puede capturar.